# 新高島平站
新高島平站（日语：／ Shin-takashimadaira eki */?）是位於日本東京都板橋區高島平七丁目，屬於東京都交通局（都營地下鐵）三田線的鐵路車站。車站編號是I 26。

## 概要
計畫中的臨時站名為志村團地站，開通時曾研究改為高島平七丁目站。現在的站名則是在高島平站定名後所命名。
原來三田線計畫從高島平站（當時名為志村站）連結東武東上線和光市站（計畫時名為大和町站），並相互直通運轉，本站是預定由東武鐵道建設。但是，東武以地質關係改為與有樂町線、副都心線延伸、直通運轉，取消本線計畫，之後高島平～西高島平間的建設執照在1973年4月28日轉讓給東京都交通局。

## 歷史
- 1976年（昭和51年）5月6日：都營地下鐵6號線新高島平站開業。
- 1978年（昭和53年）7月1日：都營地下鐵6號線改名為三田線。
- 2007年（平成19年）4月8日：電梯完成。

## 構造
本站是島式月台2面2線的高架車站。站內設有電梯與電扶梯。站體構造與西鄰的西高島平站類似。月台的列車資訊顯示器僅設於1號線。
剪票口旁的行人天橋可跨越高島通至高島平團地。
| 月台 | 路線   | 目的地                           | 備註                  |
| ---- | ------ | -------------------------------- | --------------------- |
| 1    | 三田線 | 巢鴨、白金高輪、目黑、目黑線方向 | 目黑站直通 東急目黑線 |
| 2    | 三田線 | 往西高島平                       |                       |

（來源：都營地下鐵:車站構內圖 （页面存档备份，存于））

## 利用狀況
2017年度1日平均上下車人次為10,025人（上車人次5,070人、下車人次4,955人）。本站是三田線車站中使用人數最少的一站（都營地下鐵中僅高於國立競技場站）。
近年1日平均上下車、上車人次變化如下表。
| 年度               | 1日平均 上下車人次 | 1日平均 上車人次 | 來源     |
| ------------------ | ------------------ | ---------------- | -------- |
| 1990年（平成02年） |                    | 6,830            | [ * 1 ]  |
| 1991年（平成03年） |                    | 6,801            | [ * 2 ]  |
| 1992年（平成04年） |                    | 6,688            | [ * 3 ]  |
| 1993年（平成05年） |                    | 6,614            | [ * 4 ]  |
| 1994年（平成06年） |                    | 6,444            | [ * 5 ]  |
| 1995年（平成07年） |                    | 6,074            | [ * 6 ]  |
| 1996年（平成08年） |                    | 5,921            | [ * 7 ]  |
| 1997年（平成09年） |                    | 5,819            | [ * 8 ]  |
| 1998年（平成10年） |                    | 5,704            | [ * 9 ]  |
| 1999年（平成11年） |                    | 5,459            | [ * 10 ] |
| 2000年（平成12年） |                    | 5,534            | [ * 11 ] |
| 2001年（平成13年） |                    | 5,548            | [ * 12 ] |
| 2002年（平成14年） |                    | 5,463            | [ * 13 ] |
| 2003年（平成15年） | 10,399             | 5,355            | [ * 14 ] |
| 2004年（平成16年） | 10,125             | 5,245            | [ * 15 ] |
| 2005年（平成17年） | 9,980              | 5,154            | [ * 16 ] |
| 2006年（平成18年） | 9,845              | 5,062            | [ * 17 ] |
| 2007年（平成19年） | 9,927              | 5,086            | [ * 18 ] |
| 2008年（平成20年） | 9,928              | 5,062            | [ * 19 ] |
| 2009年（平成21年） | 9,579              | 4,869            | [ * 20 ] |
| 2010年（平成22年） | 9,313              | 4,712            | [ * 21 ] |
| 2011年（平成23年） | 9,186              | 4,652            | [ * 22 ] |
| 2012年（平成24年） | 9,366              | 4,748            | [ * 23 ] |
| 2013年（平成25年） | 9,594              | 4,876            | [ * 24 ] |
| 2014年（平成26年） | 9,612              | 4,881            | [ * 25 ] |
| 2015年（平成27年） | 9,738              | 4,938            | [ * 26 ] |
| 2016年（平成28年） | 9,859              | 4,994            | [ * 27 ] |
| 2017年（平成29年） | 10,025             | 5,070            |          |

## 周邊
- 高島平綠地
- 高島平三丁目團地
- 東京都立高島高等學校（日语：東京都立高島高等学校）
- 東京都立高島特別支援學校
- 板橋區立高島平第三中學校
- 板橋區立高島平第三小學校
- 巢鴨信用金庫（日语：巣鴨信用金庫）新高島平支店
- 乘蓮寺（東京大佛（日语：東京大仏））
- 東京都中央批發市場板橋市場
- 新河岸水再生中心
- 新河岸陸上競技場（日语：新河岸陸上競技場）
- 高島通（日语：高島通り）

### 路線巴士
2012年4月1日起，板橋區社區巴士「りんりんGO」（委託國際興業運行）加停本站。板橋市場路線與下赤塚站方向路線的車牌在不同地點。
- 始發至下午3點，可在區立美術館入口、赤塚廳舍入口搭車往下赤塚站方向。
- 下午3點至末班車，可在四葉二丁目、御伊勢坂上搭車往下赤塚站方向。

## 相鄰車站
都營地下鐵
 三田線
高島平（I 25）－新高島平（I 26）－西高島平（I 27）

### 來源
東京都統計年鑑
1. ↑  .   [2017-06-18]. （原始内容存档于2016-03-05）.
2. ↑  .   [2017-06-18]. （原始内容存档于2016-03-05）.
3. ↑  .   [2017-06-18]. （原始内容存档于2013-08-15）.
4. ↑  .   [2017-06-18]. （原始内容存档于2013-02-03）.
5. ↑  .   [2017-06-18]. （原始内容存档于2013-02-03）.
6. ↑  .   [2017-06-18]. （原始内容存档于2013-02-03）.
7. ↑  .   [2017-06-18]. （原始内容存档于2013-02-03）.
8. ↑  .   [2017-06-18]. （原始内容存档于2016-03-04）.
9. ↑  東京都統計年鑑（平成10年）PDF
10. ↑  東京都統計年鑑（平成11年）PDF
11. ↑  .   [2017-06-18]. （原始内容存档于2016-03-04）.
12. ↑  .   [2017-06-18]. （原始内容存档于2016-03-04）.
13. ↑  .   [2017-06-18]. （原始内容存档于2017-07-29）.
14. ↑  .   [2017-06-18]. （原始内容存档于2017-07-29）.
15. ↑  .   [2017-06-18]. （原始内容存档于2017-07-29）.
16. ↑  .   [2017-06-18]. （原始内容存档于2017-07-29）.
17. ↑  .   [2017-06-18]. （原始内容存档于2017-07-29）.
18. ↑  .   [2017-06-18]. （原始内容存档于2017-07-29）.
19. ↑  .   [2017-06-18]. （原始内容存档于2017-07-29）.
20. ↑  .   [2017-06-18]. （原始内容存档于2016-03-26）.
21. ↑  .   [2017-06-18]. （原始内容存档于2016-03-27）.
22. ↑  .   [2017-06-18]. （原始内容存档于2016-03-25）.
23. ↑  .   [2017-06-18]. （原始内容存档于2016-03-27）.
24. ↑  .   [2017-06-18]. （原始内容存档于2016-03-22）.
25. ↑  .   [2017-06-18]. （原始内容存档于2017-07-30）.
26. ↑  .   [2019-02-10]. （原始内容存档于2018-11-09）.
27. ↑  .   [2019-02-10]. （原始内容存档于2019-05-02）.

## 外部連結
- 新高島平 - 東京都交通局（日語）